# SN 1989J
SN 1989J – supernowa odkryta 11 marca 1989 roku w galaktyce A134058+3228. W momencie odkrycia miała maksymalną jasność 18,50m.